# Lücking
Lücking ist ein deutscher Familienname.

## Herkunft
- Er leitet sich ab von Ludico, einer Verkleinerungsform des altdeutschen Vornamens Liudman, was so viel bedeutet wie „Volksmann“. Eine weitere Variante ist Lüdecke.
- Laut dtv Atlas Namenkunde stammen Namen mit „Lück“ oder „Lüt“ von dem ersten Bischof von Münster († 809 in Münster) Liutger. Obwohl der Name männlich klingt, kann er auch von dem Frauenvornamen Liutgart abstammen[1]
- Laut Bahlow geht der Name auf Ludolf zurück. Lück(e) als Kontraktion von Lüdecke; Lücking als abstammend von Ludolf; desgl. Lücken bzw. Lückens; Lüde(c)ke, Lüdemann Kurzform zu Ludolf; auch Lüd(t)ke (Stettin), Lüddeke, Lüddemann – teilweise verschliffen zu Lühmann.[2]

### Schreibweisen
Weitere Schreibweisen des Familiennamens sind
- Luecking bzw. Lucking (für den englischsprachigen Raum)
- Licking (nach amerikanischer Einbürgerung)
- Lüking

## Geografische Verteilung des Familiennamens

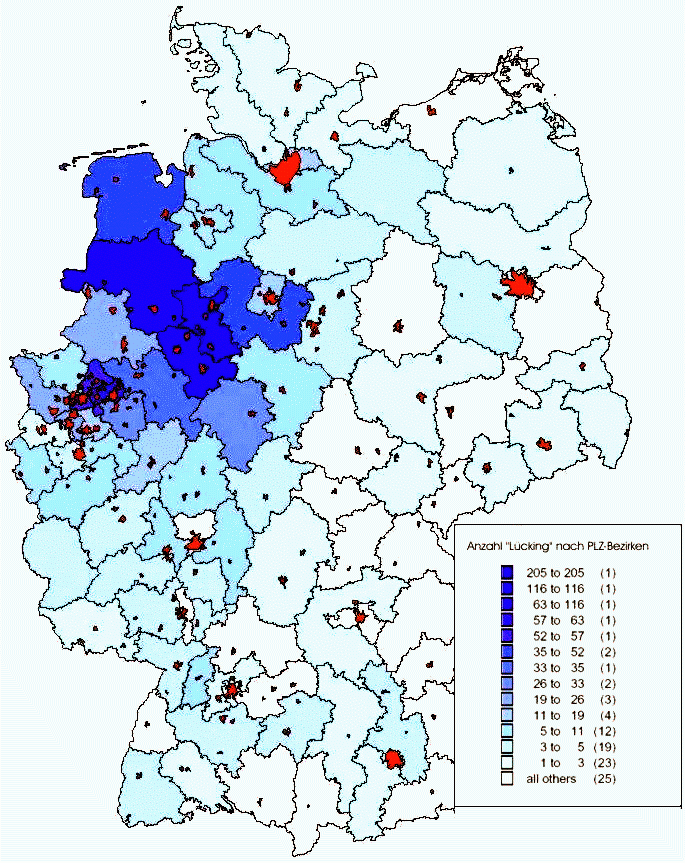
Verteilung des Namens „Lücking“ in Deutschland 2003

Die Namenforschung sieht den Schwerpunkt der geografischen Verteilung des Namens im Raum Münster-Osnabrück.

## Namensträger
- Carl Hermann Lücking (1938–2016), deutscher Mediziner
- Claudia Lücking-Michel (* 1962), deutsche Theologin, Vizepräsidentin des Zentralkomitees der Deutschen Katholiken
- Daniel Lücking (* 1979), ehemaliger Bundeswehroffizier[3][4] und deutscher Journalist[5]
- Georg Lücking (1912–1992), deutscher Bauingenieur und Verbandsfunktionär
- Gero Lücking (* 1960), deutscher Ingenieur
- Heinrich Lücking (1884–1968), deutscher Politiker (SPD)
- Karl Lücking (1893–1976), deutscher evangelischer Theologe

## Sonstige Verwendung
- Als Straßenname in Heiden: „Im Lücking“